# Mia Hunt
Mia Hunt (11 gennaio 2003) è una sciatrice alpina statunitense.

## Biografia
Specialista delle prove tecniche originaria di Park City, sorella di Annika, a sua volta sciatrice alpina, e attiva dal novembre del 2019, in Nor-Am Cup la Hunt ha esordito il 18 novembre 2021 a Copper Mountain in slalom gigante (46ª) e ha conquistato il primo podio l'8 aprile 2024 a Panorama in slalom speciale (2ª); ha debuttato in Coppa del Mondo il 1º dicembre 2024 a Killington in slalom speciale, senza qualificarsi per la seconda manche. Non ha preso parte a rassegne olimpiche o iridate.

## Palmarès

### Nor-Am Cup
- Miglior piazzamento in classifica generale: 12ª nel 2024
- 1 podio:
  - 1 secondo posto

### Campionati statunitensi
- 1 medaglia:
  - 1 bronzo (slalom speciale nel 2025)